# إبراهيم بن موسى بن جميل
أبو إسحاق إبراهيم بن موسى بن جميل الأموي الأندلسي نزيل مصر، وأحد رواة الحديث النبوي.
روى عن: إسماعيل بن إسحاق بن إسماعيل بن حماد بن زيد القاضي، وأبي بكر عبد الله بن محمد بن أبي الدنيا، وأبي محمد عبد الله بن مسلم بن قتيبة الدينوري، وعمر بن شبة بن عبيدة النميري، ومحمد بن عبد الله بن عبد الحكم. روى عنه: النسائي وهو من أقرانه، وأبو جعفر أحمد بن محمد بن سلامة الطحاوي، وأبو القاسم سليمان بن أحمد بن أيوب الطبراني ونسبه إلى جده.
قال أبو سعيد بن يونس : «كتبت عنه، وكان ثقة».

## وفاته
توفي في شهر جمادى الأولى سنة 300 هـ بمصر.